# Friedensburg, Pennsylvania
Friedensburg, Pennsylvania (енгл. Friedensburg) насељено је место без административног статуса у америчкој савезној држави Пенсилванија.

## Демографија
По попису из 2010. године број становника је 858, што је 30 (3,6%) становника више него 2000. године.
| Група             | 2000.       | 2010.       |
| Белци             | 820 (99,0%) | 842 (98,1%) |
| Афроамериканци    | 0 (0,0%)    | 1 (0,1%)    |
| Азијати           | 0 (0,0%)    | 2 (0,2%)    |
| Хиспаноамериканци | 5 (0,6%)    | 7 (0,8%)    |
| Укупно            | 828         | 858         |